# حسون لورنس
حسُّون لورنس هو طائرٌ غرّيد صغير الحجم ذو انتشارٍ شاذ غير مُنظَّم، يُفرخُ في كاليفورنيا وباها كاليفورنيا، حيث تُفضّلُ جمهراته سفوح التلال الحرجيَّة المكشوفة والقاحلة والوديان قرب مصدرٍ للمائ في العادة؛ ويشتو في جنوب غرب الولايات المتحدة وشمال المكسيك.
سبب اعتبار انتشار هذه الطيور انتشارًا شاذًا هو أنها تظهر في أعدادٍ غزيرة خلال بعض السنوات، وفي أخرى تختفي أو تقل بشكلٍ ملحوظ دون سببٍ وجيه، وحتى ضمن نطاق موطنها الطبيعي في كاليفورنيا وجوارها، فإنَّ عادات تفريخها وتنقلها لا تتوافر بشأنها معلوماتٍ كافية.
أغلب مواطن حَساسين لورنس تتعرّضُ لتعدياتٍ وضغوطٍ مُتزايدة، وذلك بسبب ارتفاع عدد السكّان من البشر، وانتقالهم للسكن في موائل الحياة البريَّة وتطويرها بما يخدم المَصلحة الإنسانيَّة. وعند الأخذ بعين الاعتبار حجم الجمهرة الكليَّة الصغيرة لهذه الطيور، فإنَّه يُصبح من المؤكد أنّ فقدان الموائل الطبيعيَّة بفعل هكذا نشاطات من شأنه أن يضع النوع ككل في خطر.
حَساسين لورنس طيورٌ من سكنة أحراج البلّوط الكاليفورنيَّة والمكسيكيَّة بالدرجة الأولى، على أنها تنتشرُ في موائل طبيعيَّة أخرى، وحتى في حدائق المنازل. يُشاهدُ هذا النوع في أريزونا ما بين شهريّ أبريل وأكتوبر، وبعض الأفراد منه تصلُ متأخرة أحيانًا، فتبلغ تلك الولاية في أواخر أغسطس ولا تبرحها حتى أواخر مايو.
أغلب الجمهرات المُشتية تبدأ مغادرة أريزونا بحلول أواسط فبراير، وأغلبها يكون قد غادر بحلول أواسط مارس، أمَّا الطيورُ غير المُفرخة منها فتُشاهد أحيانًا خلال الصيف، غير أنها تبقى نادرة. قُبيل عام 2005 لم ترد سوى ستة تقارير تُفيد بتعشيش هذه الحَساسين في أريزونا، كان أوَّلها تقريرًا ورَد في سنة 1952، كما لم يُفد الخبراء عن أيَّة محاولة تعشيش وتفريخٍ ناجحة عندما أُطلق مشروع أطلس طيور أريزونا وعُمل عليه طيلة الفترة الممتدة من عام 1993 حتى عام 2000، غير أنَّ بعض الأدلَّة تفيد بحصول تفريخٍ واحد بعد انتهاء العمل على الأطلس، وذلك في مُقاطعة هيلا سنة 2003.

## الوصف

### القد
يصل طول حسُّون لورنس إلى 4.75 إنشات (12 سنتيمتر)، وزنته إلى 0.4 أونصات (11.5 غرامات)، ليكون بهذا أكبر بقليل من الحسُّون الأصغر، وأصغر بعض الشيء من الحسُّون الأمريكي، ويُمكن تميزه عنهما عبر ريشه الأقل صفارًا من أيّ منهما.

### الكِسوة

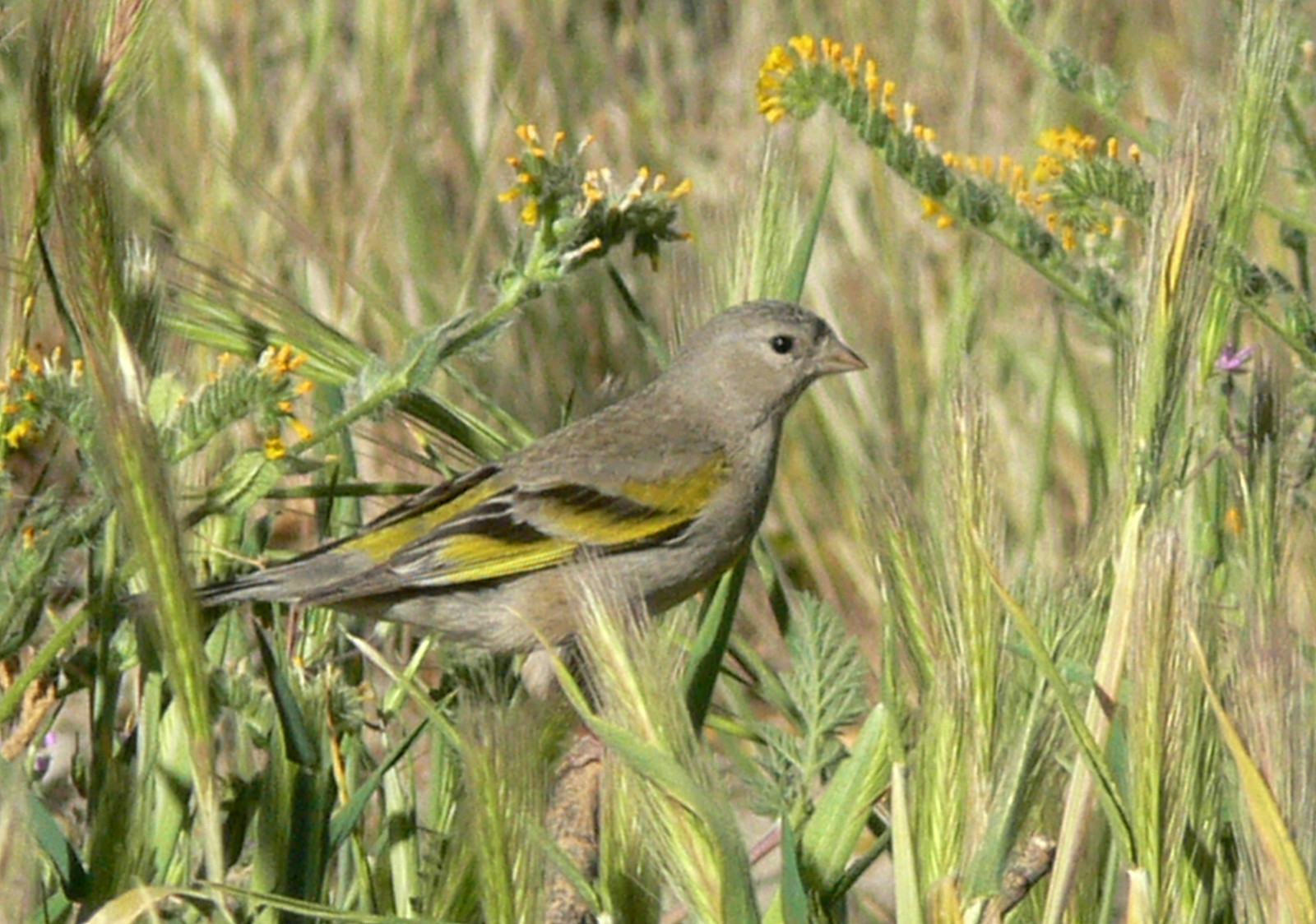
أنثى.

تتمتع الطيور البالغة من كِلا الجنسين بريشٍ رماديّ ومنقارٍ وردي ضارب إلى الرمادي، شبيه بلونه لون الجلد البشريّ، وهو أثخنُ من منقار الحسُّون الأمريكيّ وغيره من الحَساسين. الكفل أصفر اللون، والجناحان يظهر عليهما شريطان ضاربان إلى الصفار، كما يظهر هذا اللون على طرف ريشات الطيران وعلى الصدر أيضًا. أمّا الذيل فأسود، يعبره في الوسط خطٌ أبيض. تتحوّلُ كِسوة حَساسين لورنس إلى كِسوةٍ كامدة خلال فصل الشتاء، وتعود لتُصبح بهيّةً مُجددًا بعد أن تطرح الطيور ريشها في الربيع. الذكور أبهت لونًا من الإناث، وتمتلك قلنسوة ووجوهًا سوداء، ويظهر الصفار على أجسامها أكثر فقوعًا من صفار الإناث. أمَّا الأخيرة فبنيَّة اللون، وصفار جسدها أقل انتشارًا وأكثر كمدًا، وتفتقد سواد الرأس والقلنسوة. تتشابه الفراخ والطيور اليافعة مع الإناث في كِسوتها، غير أن لونها أكثر كمدًا، وتمتلك خطوطًا باهتة على قسميها العلوي والسُفلي.

### الصوت
تُصدر حَساسين لورنس صفيرًا أنفيًا وسقسقةً حادَّة، ولها نداءٌ مُميز تطلقه أثناء طيرانها، ويُمكن من خلاله تفريقها عن الحَساسين الأمريكية البلديَّة الأخرى. تغريدُ هذه الحَساسين عالي النغمة، ومستمر، ونطاق تردده محدود، فيتضمّن رنَّات سجعيَّة وتقليدٍ لنداءات بعض الأنواع الأخرى، وبعض الأصوات البسيطة المُميزة. تُغرّدُ الذكور خلال الشتاء لكن موسم التناسل يبقى له الحصَّة الأكبر من غنائها، أما الإناث فدائمة التغريد ولو لفتراتٍ قصيرة.

## الانتشار

### الموطن
يُعرف عن حَساسين لورنس عادتها في الترحال والاستقرار. يمتد موطن تفريخها من مقاطعة شاستا في كاليفورنيا، إلى شمال باها كاليفورنيا، وبالأخص في سلسلة الجبال الساحليَّة الممتدة على طول المحيط الهادئ، وسفوح مُرتفعات صحراء نيڤادا والباها، ويُمكن العثور عليها أحيانًا في المناطق الساحليَّة المُنخفضة؛ أعلى مدى تبلغه هذه الطيور في تعشيشها هو 8,800 قدم (2,680 متر)، وهو يقع على جبل پينوس. شوهدت هذه الطيور وهي تُفرخ سنويًا في بضعة مناطق أبرزها وادي الكرمل وجنوب نهر كيرن، ويُعتقد أنَّ اختيارها مناطق التفريخ يتوقف على مقدار المياه والغذاء المُفضَّل في المنطقة. تنتقل الحَساسين إلى أعلى سفوح جبال الصحاري التي تقطنها في سنوات الجَدب، وإلى أطراف سلاسل الجبال وإلى الوادي المركزي في كاليفورنيا خلال السنوات المَطيرة، ولعلَّ سبب هذا هو ارتفاع محصول الغذاء. تنص بعض التقارير أن هذه الطيور أفرخت بضع مرَّات في أريزونا.

#### الهجرة
تهجر مُعظم الطيور، وليس جميعها، وسط ومركز وداخل كاليفورنيا الجنوبيَّة خلال فصل الشتاء، وتنتقل إلى المُنخفضات الساحليَّة، وإلى الأقسام السُفلى من الصحاري الكاليفورنيَّة الجنوبيَّة الشرقيَّة، فيستحيل موطنها شاملاً شمال صحراء سونورا وشمال غرب ولاية شيواوا، ويمتد شرقًا حتى القسم الجنوبي من أريزونا، وجنوب غرب نيو مكسيكو، ومنطقة إل پاسو في ولاية تكساس، ومنطقة جزر مدريان سكاي. يُلاحظُ نقصٌ واضح لا مُبرر له في أعداد هذه الحَساسين خلال بعض فصول الشتاء، ولعلَّها تنتقلُ إلى داخل صحاري سونورا وشيواوا حيثُ لا يُغامر الباحثون بالدخول كثيرًا. يَحصلُ انفجارٌ في أعداد الحَساسين خلال فترات الأمطار الغزيرة، ويتزامن ذلك مع انفجار في أعداد الطيور آكلة البزور الأخرى، من شاكلة: كاسر الجوز أحمر الصدر، ومصلَّب المنقار المألوف، والأنواع الأخرى من الحَساسين الأمريكيَّة الشماليَّة.

### الموئل
تُعدّ الأحراج الجافَّة المكشوفة الموئل الطبيعيّ النمطي لهذه الطيور، وهي تُفضّلُ تلك الواقعة بالقرب من أراضي الأشجار القمئيَّة والحقول ذات الأعشاب الضارَّة والحشائش الموسميَّة الطويلة، وفي العادة تلك الواقعة على بعد نصف ميل (0.8 كيلومترات) من مُسطّحٍ مائيّ صغير. كذلك يُحتمل أن تُعشش بعض الأفراد في موائل أخرى، بما فيها المناطق السكنيَّة، لكنها تتجنَّب الصحاري والغابات الكثيفة، أمَّا خارج موسم التناسل فيُمكن العثور عليها في الصحاري، وضواحي المُدن، والمُنتزهات داخل الأخيرة.

## السلوك

### الغذاء

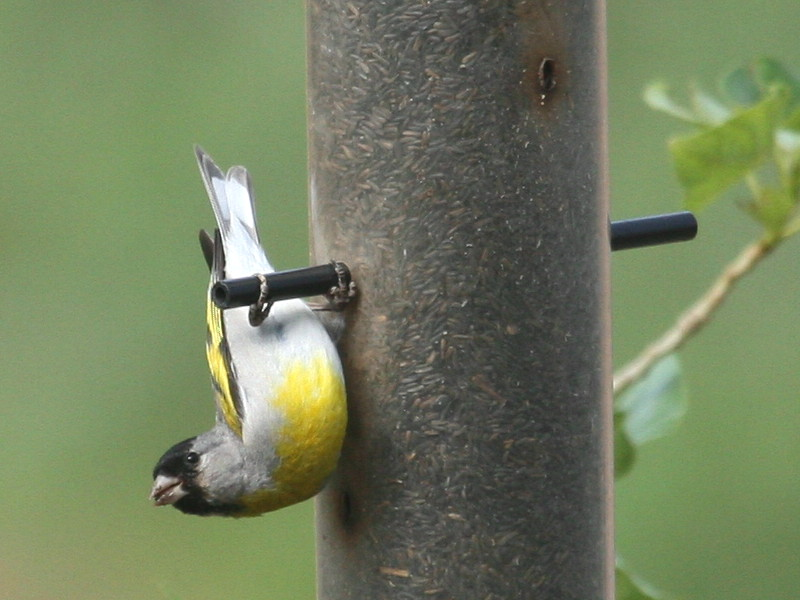
ذكر بالغ جاثم على منصةٍ لإطعام العصافير.

تقتات حَساسين لورنس بشكلٍ حصريّ تقريبًا على بزور الشجيرات والورود. وخلال موسم التناسل تقتات على بزور تلك الموسميَّة منها، وتُفضّلُ بشكلٍ جليّ نتاج كمانيَّة العنق المألوفة، لدرجة أنَّ هواة مراقبة الطيور يُنصحوب بالبحث عن هذه النبتة، فإن وجدوها وجدوا الطيور. تقتاتُ حَساسين لورنس أيضًا خارج موسم التناسل على فقيرات نبتة الشحميَّة، وعوزات الدبق الطفيلي والنبق الكاليفورني. وفي أريزونا غالبًا ما تقتات على بزور القطيفة والحشيشة الحبريَّة، وتستقطبها البزور السوداء في منصَّات الإطعام.

### التفريخ
يبدأُ موسم التفريخ في أوائل الربيع ويمتد حتى أوائل الصيف، وفي بعض الأحيان يطول ويصل حتى أواخر شهر يوليو. وكما هو حال الحسُّونيَّات الأخرى، تتجمهر الأزواج في أسرابٍ كبيرة قبل موسم التزاوج، ثمَّ يُغادرُ كل زوجٍ منها السرب ويبدأ البحث عن موقعٍ مُلائم لتشييد العش، فتتقدّمُ الأنثى شريكها، وغالبًا ما تحمل مواد البناء معها، وتُبادر في تحديد الموقع، فيلحقها الذكر وهو يُغرّد ويُنادي. تُعشش حَساسين لورنس في عدّة أنواعٍ من الأشجار، لكنّها تُظهر تفضيلاً لجنبات الدبق وأشجار الدلب الكاليفورني خلال بداية الموسم، أمَّا لاحقًا فيُمكن العثور عليها في أشجار السنديان، وبالأخص السنديان الأزرق.
يُعشش الزوجان مُنفردين، وفي بعض الأحيان تُشكّلُ عدّة أزواجٍ مستعمرةً فضفاضة يصل تعداد أفرادها إلى 10 حَساسين. تتولَّى الأنثى مُهمَّة تشييد العش، أمَّا الذكر فيُلاحقها ويُساعد في جمع مواد البناء، أو يجثم يُغرّد على إحدى فروع الأشجار ريثما تتولى أنثاه الجمع. والعُشّ نفسه عبارة عن كأسٍ خليعة الحياكة، يقع على تقاطع عدّة أغصان صغيرة، على علوّ 10 أقدام (3 أمتار) من الأرض، على طرف إحدى الأشجار. تتكوّنُ الحضنة من ثلاث إلى ستة بيضات، ذاتُ مسحةٍ زرقاء أو خضراء.
ترخم الأنثى البيض لفترةٍ تمتد ما بين 12 و13 يومًا، وتحضن الفراخ طيلة أربعة أو خمسة أيام، وتبقى خلال أغلب هذا الوقت في العُشّ؛ ويتولّى الذكر مُهمَّة إطعامها. تبدأ الأنثى مُشاركة الذكر في إحضار الطعام بعد اليوم الرابع من فقس الفراخ، لكنها تستمر بحضنها حتى اليوم السابع. تبدأ الفراخ بالتريّش بعد حوالي 13 أو 14 يوم من فقسها، وبعد ذلك بخمسة أو سبعة أيَّام تهجر أبويها لتنضم إلى سربٍ من الحَساسين المُحضّرة للهجرة.

### التجمهر
تنضمُّ الذكور إلى بعضها لتُشكلَ أسرابًا خلال موسم التفريخ، ريثما تكون الإناث راخمة البيض في أعشاشها. وفي أوقاتٍ أخرى، يُمكن رؤية هذه الطيور في أسراب تضمّ ما يقرب من 50 حسُّونًا، وفي أحيانٍ أخرى يمكن أن يصل هذا العدد إلى 500 حسُّون. وغالبًا ما تختلط الأسراب مع أسراب طيورٍ أخرى من أكلة البزور.

## التصنيف
يُعدّ الحسُّون الأمريكيّ نوعًا مُتجانسًا بدرجةٍ مُذهلة، فليس منه أي سُلالة معروفة، كما أظهرت إحدى الدراسات أنَّ جمهراته المختلفة لا تظهر عندها أيُ اختلافات مورثيَّة على الإطلاق.

## التسمية
تحمل هذه الطيور اسمها تيمنًا بعالم الطيور الأمريكي جورج نيوبولد لورنس.

## النسالة
تولَّى العالم أنطونيو أرنياز ڤيلينا، ومعه آخرون، مهمة تحديد نسالة هذه الطيور وترتيبها..